# Die Daleks
Die Daleks (The Daleks) ist der zweite Handlungsstrang der britischen Science-Fiction-Fernsehserie Doctor Who. Er besteht aus 7 Episoden, die zwischen 21. Dezember 1963 und dem 1. Februar 1964 ausgestrahlt wurden.

## Handlung
Anstelle auf der Erde zu landen, navigiert die TARDIS den Doktor, seine Enkelin Susan und deren Lehrer Ian und Barbara auf einen unbekannten Planeten. Dort finden sich die vier Zeitreisenden in einem versteinerten Dschungel wieder und können am Horizont eine futuristisch wirkende Stadt erkennen. Der Doktor, der von dem Planeten fasziniert zu sein scheint, besteht darauf, die Stadt zu erkunden. Ian und Barbara stimmen jedoch dagegen und wollen so schnell wie möglich zur Erde zurückkehren. Nachdem auch Susan den Doktor darum gebeten hat, den Planeten zu verlassen, scheint er damit einverstanden und beginnt mit dem Start der TARDIS. Doch schon während des Starts gibt es Probleme und die TARDIS kann nicht dematerialisieren. Laut dem Doktor fehlt der TARDIS Quecksilber, das nur in der Stadt zu finden sei. Deshalb wagte die Gruppe eine Expedition dorthin.
In der Stadt wird Barbara von der Gruppe getrennt und von mutierten Außerirdischen in seltsamen blechernen Maschinenhüllen überwältigt: den Daleks. Schon nach kurzer Zeit werden auch der Doktor, Susan und Ian gefangen genommen und der Doktor muss sich einem anstrengenden Verhör durch die Daleks aussetzen. Er erfährt, dass der ganze Planet durch einen Atomkrieg verstrahlt wurde und auch er und seine Begleiter der tödlichen Strahlung ausgesetzt wurden. Die Daleks senden Susan zur TARDIS zurück, um ihnen eine Anti-Strahlen-Droge zu bringen. Doch Susan wird auf dem Weg von einer zweiten Rasse Außerirdischer aufgehalten: den Thals.
Susan scheint ein friedliches Abkommen zwischen den beiden Rassen erwirken zu können, doch die Daleks hintergehen sie und greifen die Thals, die den Daleks als Friedensangebot die Anti-Strahlen-Droge übergeben wollten, an. Wie sich aber nach einem Test der Droge herausstellt, ist diese tödlich für Daleks, daher planen sie, die Atmosphäre des Planeten erneut mit Nuklearwaffen zu bombardieren, um auch außerhalb ihrer metallischen Schutzhüllen überleben zu können.
Im Chaos des Hinterhalts der Daleks können der Doktor und seine Begleiter flüchten. Sie erfahren von den Thals, dass sie sich auf dem Planeten Skaro befinden, der durch einen nuklearen Krieg zwischen den Daleks und den Thals vernichtet wurde. Nachdem der Doktor und die Thals vom Plan der Daleks erfahren, schaffen es Ian und Barbara, die friedlichen Thals davon zu überzeugen, die Daleks gemeinsam anzugreifen und diesem Krieg ein Ende zu setzen. Die Anführer der Thals stimmen zu und so greifen alle Thals die Stadt der Daleks an. Bei dem Angriff werden scheinbar alle Daleks ausgelöscht.
Da Frieden auf Skaro eingekehrt zu sein scheint, verabschieden sich der Doktor und seine Begleiter von den Thals und machen sich auf den Weg zurück zur Erde. Doch während des Starts kommt es zu einer Explosion in der Tardis, wodurch der Doktor, Susan, Ian und Barbara ihr Bewusstsein verlieren.

## Produktion
Das Serial wurde ursprünglich als Sechs-Teiler von David Whitaker, damaliger Script Editor von Doctor Who, bei Autor Terry Nation in Auftrag gegeben, nachdem dieser von Nations Arbeit an der britischen Science-Fiction-Serie Out of this World beeindruckt war. Unter dem Titel The Mutants sollte es als vierter Handlungsstrang nach Marco Polo ausgestrahlt werden, wurde aber aus unbekannten Gründen vorgezogen. Ursprünglich war der junge Ridley Scott als Designer für das Serial angedacht. Er war aber aus terminlichen Gründen verhindert und wurde von Raymond Cusick ersetzt, der schlussendlich den Daleks ihr ikonisches Aussehen verlieh.
Die erste Episode des Serials The Dead Planet wurde 1963 zweimal aufgezeichnet, da es bei der ersten Aufzeichnung viele technische Fehler gab. Die zweite Aufzeichnung fand zwei Wochen vor der Erstausstrahlung statt, wobei Susan andere Kleidung trug. Die erste Version der Folge ist mittlerweile verschollen, jedoch wurden einzelne Szene daraus, darunter auch Susans Originalkleidung, im Recap der zweiten Folge gezeigt. Kurz bevor die Aufnahmen zur zweiten Folge, The Survivors, am 22. November 1963 gedreht wurden, wurde das Produktionsteam vom Attentat auf John F. Kennedy in Kenntnis gesetzt. Die Aufnahmen fanden aber trotzdem wie geplant statt.

## Alternative Titel des Serials
Wie zu Beginn der Serie noch üblich, bekam jede individuelle Folge einen eigenen Episodentitel anstelle eines Titels für alle Folgen des Serials.
- The Survivors (zu deutsch Die Überlebenden): Erster Arbeitstitel des Serials während der frühen Planungsphase.
- Beyond the Sun (zu deutsch Jenseits der Sonne): Zweiter Arbeitstitel des Serials während der frühen Planungsphase.
- The Mutants (zu deutsch Die Mutanten): Produktionstitel und offizieller Titel bis 1972, bevor ein weiteres Serial unter diesem Titel mit dem dritten Doktor produziert wurde.
- The Dead Planet (zu deutsch Der tote Planet): Wurde einmalig von der Radio Times 1973 zum 10-jährigen Jubiläum der Serie benutzt.

## Einschaltquoten
| Episode | Originaltitel   | Deutscher Titel  | Laufzeit      | UK Erstausstrahlung | Zuschauerzahl            |
| ------- | --------------- | ---------------- | ------------- | ------------------- | ------------------------ |
| 1       | The Dead Planet | Der tote Planet  | 24:22 Minuten | 21. Dezember 1963   | 6,9 Millionen Zuschauer  |
| 2       | The Survivors   | Die Überlebenden | 24:27 Minuten | 28. Dezember 1963   | 6,4 Millionen Zuschauer  |
| 3       | The Escape      | Die Flucht       | 25:10 Minuten | 4. Januar 1964      | 8,9 Millionen Zuschauer  |
| 4       | The Ambush      | Der Hinterhalt   | 24:37 Minuten | 11. Januar 1964     | 9,9 Millionen Zuschauer  |
| 5       | The Expedition  | Die Expedition   | 24:31 Minuten | 18. Januar 1964     | 9,9 Millionen Zuschauer  |
| 6       | The Ordeal      | Die Feuerprobe   | 26:14 Minuten | 25. Januar 1964     | 10,4 Millionen Zuschauer |
| 7       | The Rescue      | Die Rettung      | 22:24 Minuten | 1. Februar 1964     | 10,4 Millionen Zuschauer |

## Besetzung und Synchronisation
Die deutsche Synchronfassung des Serials wurde bei der Metz-Neun Synchron Studio- und Verlags GmbH produziert. Das Dialogbuch schrieb Manuel Karakas, welcher sich auch für die Dialogregie verantwortlich zeichnete.
| Rolle          | Schauspieler               | Synchronsprecher                       |
| -------------- | -------------------------- | -------------------------------------- |
| Der Doktor     | William Hartnell           | Michael Schwarzmaier                   |
| Ian Chesterton | William Russell            | Marcus Off                             |
| Barbara Wright | Jacqueline Hill            | Gundi Eberhard                         |
| Susan Foreman  | Carole Ann Ford            | Demet Fey                              |
| Temmosus       | Alan Wheatley              | Achim Barrenstein                      |
| Alydon         | John Lee                   | Erik Borner                            |
| Dyoni          | Virginia Wetherell         | Dagmar Bittner                         |
| Ganatus        | Philip Bond                | Jan Langer                             |
| Antodus        | Marcus Hammond             | Felix Mayer                            |
| Elyon          | Gerald Curtis              |                                        |
| Daleks         | Peter Hawkins David Graham | Dirk Hardegen Peter Lehn Isaak Dentler |

## Veröffentlichung
Das Serial war das erste, das in Form eines Romans adaptiert wurde. Die Adaption wurde von David Whitaker geschrieben und erschien am 12. November 1964 unter dem Titel Doctor Who in an Exciting Adventure with the Daleks. Eine Neuauflage des Romans erschien 1972 unter dem Titel Doctor Who and the Daleks. Die Romanversion wird aus der Sicht von Begleiter Ian Chesterton erzählt und ignoriert die Ereignisse aus dem Vorgänger-Serial Das Kind von den Sternen, abgesehen von einer leicht angepassten Version des ersten Treffens des Doktors, Susan, Ian und Barbara, bevor sie mit der TARDIS auf Skaro landen. Weiter änderte man Susans Nachnamen von Foreman in English, eine Änderung, die in einigen anderen Publikationen übernommen wurde.
Das Serial erschien 1989 und 1991 in England auf Video und 2006 folgte eine DVD-Veröffentlichung als Teil des Box-Sets Doctor Who – The Beginning. Der Soundtrack zum Serial von Tristram Cary erschien erstmals am 1. September 2003 als Teil des Doctor Who: Devils' Planets – The Music of Tristram Cary Sets.
In Deutschland wurde das Serial in den 1990ern in Form eines Romans durch den Goldmann Verlag unter dem Titel Doctor Who und die Invasion der Daleks veröffentlicht. Eine deutsch-synchronisierte Fassung des Serials erschien am 29. Juni 2018 auf DVD.

## Farbfassung
Anlässlich des 60. Jubiläum der Serie wurde das Serial in einer neugeschnittenen und nachkolorierten Fassung am 23. November 2023 in England auf BBC Four ausgestrahlt. Dabei wurde die sieben Folgen zu einem Film zusammengeschnitten, welcher eine Laufzeit von ca. 75 Minuten hat, und ein komplett neuer Soundtrack, komponiert von Mark Ayers, eingespielt.

## Filmadaption
Das Serial fungierte als Vorlage für den Film Dr. Who und die Daleks von 1965 mit Peter Cushing als Dr. Who, Roberta Tovey als Susan, Roy Castle als Ian Chesterton und Jennie Linden als Barbara. Da der Film die Handlung des Serials auf ca. 82 Minuten zusammenfasste, wurden einige Dinge geändert, um die Geschichte schneller ins Laufen zu bringen. So ist neben Susan auch Barbara eine Enkelin des Doktor, der im Film als Dr. Who namentlich mehrmals angesprochen wird und auch kein Außerirdischer vom Planeten Gallifrey ist, sondern ein Wissenschaftler vom Planeten Erde.
Der Film war ein Erfolg an den britischen Kinos und so wurde bereits 1966 mit Dr. Who – Die Invasion der Daleks auf der Erde 2150 n. Chr. eine Fortsetzung produziert, die auf dem Doctor-Who-Serial The Dalek Invasion of Earth basiert. Diese floppte jedoch an den Kinokassen und zu der geplanten Produktion eines dritten Dalek-Films, der auf dem Doctor-Who-Serial The Chase basiert, kam es nie.

## Trivia
- Das Serial setzt direkt nach der letzten Szene des vorherigen Serials Das Kind von den Sternen an.
- Die Daleks sollten ursprünglich nicht mehr in der Serie auftauchen. Durch den unerwarteten Erfolg des Serials und der Beliebtheit der außerirdischen Rasse kamen sie jedoch weiterhin in der Serie zum Einsatz und sind bis heute einer der bekanntesten Gegenspieler des Doktors.